# Винодолски законик
Винодолски законик или Винодолски статут један је од најстаријих законских текстова написан глагољицом на чакавском дијалекту, један је од најстаријих словенских законика.
Винодолски, је град на обали Јадранског мора, који се налази јужно од Цриквенице, Селца и Брибира и северно од Сења. Међутим, сам законик је сачуван у копији из 16. века.

## Статут
Постављен је законик којим се дефинише однос између војвода и сељаштва у региону. Законик је представљао споразум између Винодолаца и њихових нових господара Франгипанија, грофова са Крка. Садржи важне податке о феудалном праву на овим просторима које је заменило племенске обичаје из ранијег периода. Винодолски статут даје ретку савремену слику живота и политичких прилика у средњовековној Европи. Најстарији прописи о јавном здравству сачувани су у Винодолском статуту. Данас се чува у Националној и свеучилишној књижници Загреб.
Винодолски статут потврђује статус Винодола као административног и политичког центра из 13. века. Текст статута је сачуван као препис из 16. века.

## Издања
Прво штампано издање приредио је 1843. Антун Мажуранић у трећем годишњем тому часописа Коло. Осип Бођански га је 1846. превео на руски, а Ана Михаиловна Евреинова је уредила издање из 1878. у Санкт Петербургу, са факсимилом оригинала, као и латиничном и ћириличном транслитерацијом. Ватрослав Јагић га је објавио 1880. године, оригинал и руски превод са филолошким и правним коментарима. Вацлав Мациејовски превео га је 1856. на пољски, Јулес Преук 1896. на француски, Марк Костренчић 1931. на немачки, а Лујо Маргетић 1981/1982. на италијански, а 1983. на енглески. Јосип Братулић је уредио факсимилно издање из 1988. са коментаром и речником.